# Borough (New Jersey)
Pour les articles homonymes, voir Borough.

Carte des 70 municipalités du Comté de Bergen. 55 sont des boroughs.

Dans l'État américain du New Jersey, le borough est l'un des cinq types et l'une des onze formes de gouvernement municipal. À ne pas confondre avec les cinq arrondissements (boroughs) de la ville de New York, dont le statut diffère considérablement.
Bien qu'il s'agisse de la forme de gouvernement local la plus commune, seuls 17 boroughs avaient été créés en 1875, tous par décrets spéciaux de la législature de l'État. Ces boroughs originels étaient des subdivisions des townships, établis par des chartes de l'État ; Elizabeth fut le premier fondé, en 1740, par charte royale, à l'intérieur d’Elizabeth Township, qui a disparu depuis. À peu près la moitié des boroughs ont été dissous, ou sont passés à d'autres formes de gouvernement, souvent des cities. En 1875, un amendement constitutionnel a interdit des législations locales ou spéciales de ce type.

## Évolution législative
Le Borough Act de 1878 permit à chaque township (ou partie de township) de moins de 10 km2 de superficie et de moins de 5 000 habitants, de devenir un borough indépendant, après pétition et référendum internes. Le borough était gouverné par un maire élu pour un mandat d'un an et un conseil de six membres élus pour des mandats de trois ans échelonnés. Le maire présidait les conseils, mais sans droit de vote, sauf en cas de blocage.
En 1894, la Législature fit passer une nouvelle loi imposant à chaque township de correspondre à un district scolaire unique. Cela occasionna une vague de formation de boroughs, de nombreuses parties de townships préférant devenir des municipalités séparées plutôt que de payer le coût de l'ensemble des écoles du township ; cette vague fut surnommée boroughitis (en) par les commentateurs de l'époque.
Le Borough Act de 1897 amenda la loi originelle en supprimant la possibilité de s'incorporer de façon autonome ; l'incorporation en borough, le changement de statut, la dissolution et l'agrandissement, devaient à présent faire l'objet d'une demande à la Législature. Le mandat du maire fut porté à deux ans.
Le Borough Act de 1987 fut passé pour rationaliser la loi, qui présentait des contradictions accumulées au fil du siècle d'existence du borough en tant que forme de gouvernement. Il permit la délégation des tâches exécutives du borough à un administrateur nommé.
Traditionnellement, les votants élisent le maire et les six membres du conseil sur l'ensemble du territoire du borough lors d'une élection partisane. Seuls deux boroughs, Roselle et Roselle Park, ont un système de wards, avec des conseils de cinq membres, plus un membre élu sur l'ensemble du borough.
Le maire du borough a un faible pouvoir ; c'est au conseil que reviennent la majorité des attributions législatives et exécutives. Cette forme de gouvernement est utilisée par 39 % des municipalités du New Jersey.